# اکبر زنجانپور
اکبر زنجانپور (زادهٔ ۲ بهمن ۱۳۲۳) بازیگر سینما و تلویزیون، کارگردان و بازیگر تئاتر و گوینده اهل ایران است.

## زندگی
زنجانپور در تهران زاده شد. بازی در تئاتر را از سال ۱۳۴۵ در دانشگاه شروع کرد، سال ۱۳۴۹ از دانشکده هنرهای زیبا فارغ‌التحصیل شد. از سال ۱۳۶۵ نیز تدریس در دانشگاه را شروع کرد. وی در سال ۱۳۶۸ و ۱۳۶۹ عضو کمیته ملی تئاتر در سازمان یونسکو بود.

## کودکی و تحصیلات
زنجانپور در خیابان باب همایون تهران به دنیا آمد. در ۷ سالگی به‌همراه خانواده به منطقهٔ شمیران نقل مکان کرد. پس از گذراندن دورهٔ متوسطه، برای تحصیل در رشتهٔ تئاتر وارد دانشکدهٔ هنرهای زیبای دانشگاه تهران شد و توانست در سال ۱۳۴۹ از این دانشگاه فارغ‌التحصیل شود. اکبر زنجانپور در سال ۱۳۶۷ مدرک درجهٔ یک هنری، معادل دکترا، را از وزارت فرهنگ و ارشاد اسلامی دریافت کرد.

## فعالیتهای حرفه ای
زنجانپور از سال ۱۳۴۵، هم‌زمان با ورود به دانشگاه، کار بازیگری را آغاز کرد. او طی سال‌های بعد در تئاترها و نمایش‌های تلویزیونی و رادیویی بسیاری حضور داشت و در کنار بازیگری، به کارگردانی تئاتر نیز مشغول بود.
زنجانپور از سال ۱۳۶۵ تدریس در دانشگاه را آغاز کرد و در سال‌های ۱۳۶۸ و ۱۳۶۹ عضو کمیتهٔ ملی تئاتر در سازمان یونسکو بود. او علاوه بر بازیگری در تئاتر و تلویزیون در عرصهٔ سینما نیز حضور داشته‌است.

## بازیگری در تئاتر
- چوب زیر بغل[۳] نویسنده و کارگردان بهمن فرسی؛ تهران، دانشکده هنرهای زیبا و انجمن ایران و آمریکا ۱۳۴۵
- فیل در پرونده کارگردان صادق هاتفی؛ تهران، دانشکده هنرهای زیبا؛ ۱۳۴۷
- آریا داکاپو کارگردان پرویز خضرایی؛ دانشکده هنرهای زیبا؛ ۱۳۴۷ و تلویزیون ملی ایران ۱۳۴۸
- صدای شکستن[۴] نویسنده و کارگردانبهمن فرسی؛ تهران، دانشکده هنرهای زیبا؛ ۱۳۴۸
- نگاهی از پل[۵] نویسنده آرتور میلر کارگردانحمید سمندریان؛ تهران، دانشکده هنرهای زیبا؛ ۱۳۴۸
- آغاز نه چون گذشته نویسنده و کارگردانصادق هاتفی؛ تهران، دانشکده هنرهای زیبا؛ ۱۳۴۸
- در باروی یک قصه نویسنده و کارگردان کیهان رهگذر؛ تهران، دانشکده هنرهای زیبا؛ ۱۳۴۸[۶]
- آموزگاران/ نویسنده محسن یلفانی/ کارگردان سعید سلطانپور/ انجمن ایران و آمریکا/ تهران ۱۳۴۹
- شهر کوچک ما نویسنده تورنتون وایلدر کارگردان داریوش فرهنگ؛ تهران، انجمن ایران و آمریکا؛ ۱۳۵۰
- بام‌ها و زیر بام‌ها نویسنده غلامحسین ساعدی کارگردان جعفر والی؛ تهران، تالار سنگلج؛ ۱۳۴۹[۷]
- مستخدم گنگ[۸] نویسنده هارولد پینتر کارگردان داریوش فرهنگ؛ تهران، دانشکده هنرهای زیبا؛ ۱۳۴۹[۹]
- ملاقات بانوی سالخورده[۱۰] نویسنده فریدریش دورنمات کارگردانحمید سمندریان؛ تهران، تالار مولوی؛ ۱۳۵۱[۱۱]
- مطبخ نویسنده غلامعلی عرفان کارگردانمحمدعلی جعفری و جعفر والی؛ تهران، تالار سنگلج؛ ۱۳۵۲
- مرگ همسایه نویسنده غلامعلی عرفان کارگردانمحمدعلی جعفری و جعفر والی؛ تهران، تالار سنگلج؛ ۱۳۵۲
- ابراهیم توپچی و آقا بیگ نویسنده منوچهر رادین کارگردان رکن‌الدین خسروی؛ تهران، تالار سنگلج؛ ۱۳۵۴
- فصل بادها نویسنده کورس سلحشور کارگردانمحمدعلی جعفری؛ تهران، تالار سنگلج؛ ۱۳۵۴
- شنل[۱۲] نویسنده نیکولای گوگول کارگردانجعفر والی؛ تهران، تالار سنگلج و در بیشتر شهرهای ایران به اجرا درآمد. ۱۳۵۵ ضبط تلویزیونی شبکه ۲ ۱۳۵۶
- سی زوئه بانسی مرده‌است نویسنده آتول فوگارد کارگردان رکن‌الدین خسروی؛ تهران، اداره تئاتر؛ ۱۳۵۷[۱۳]
- امپراتور جونز نویسنده یوجین اونیل کارگردان مجید جعفری؛ تهران، تالار وحدت؛ ۱۳۵۸
- فیزیکدان‌ها نویسنده فریدریش دورنمات کارگردانرضا کرم‌رضایی؛ تهران، تالار وحدت؛ ۱۳۵۹[۱۴]
- پاتریس لومومبا[۱۵] نویسنده امه سه زر کارگردان هوشنگ توکلی؛ تهران، تئاترشهر، تالار اصلی؛ ۱۳۶۰[۱۶]
- آخرین بازی نویسنده و کارگردانمحمود استادمحمد؛ تهران، فرهنگسرای نیاوران، تئاترشهر، تالار سایه؛ ۱۳۷۸[۱۷]
- آرتور و اویی نویسنده برتولت برشت کارگردان مجید جعفری؛ تهران، تئاترشهر، تالار اصلی؛ ۱۳۷۸
- شازده احتجاب[۱۸] نویسنده هوشنگ گلشیری  کارگردان علی رفیعی؛ تهران، تالار وحدت؛ ۱۳۸۰
- مهر و آینه‌ها نویسنده و کارگردان حمید امجد؛ تهران، تالار مولوی؛ ۱۳۸۱
- شب هزار و یکم نویسنده و کارگردان بهرام بیضایی؛ تهران، تئاترشهر، تالار چهارسو؛[۱۹]

## کارگردانی تئاتر
- ریل نویسنده محمود دولت‌آبادی؛ تهران، دانشکده هنرهای زیبا؛ ۱۳۴۹
- تئاتر تلویزیونی نگار نویسنده علی نصیریان ؛۱۳۵۱
- همه پسران من نویسنده آرتور میلر؛ تهران، تالار سنگلج؛ ۱۳۵۹
- مروارید نویسنده عزت‌الله مهرآوران؛ تهران، تالار سنگلج؛ ۱۳۶۱
- باغ آلبالو نویسنده آنتوان چخوف؛ تهران، تالار وحدت؛ اجراء اول ۱۳۶۶ و اجرای دوم ۱۳۹۵
- مرگ دستفروش نویسنده آرتور میلر؛ تهران، تئاترشهر، تالار اصلی؛ ۱۳۶۲
- باغ آلبالو نویسنده آنتوان چخوف؛ تهران، تالار وحدت؛ ۱۳۶۶
- سه خواهر نویسنده آنتوان چخوف؛ تهران، تئاترشهر، تالار اصلی؛ ۱۳۸۳

## کارگردانی و بازیگری در تئاتر
- ارزش نویسنده آرتور میلر؛ تهران، تالار سنگلج؛ ۱۳۶۶
- ساحره سوزان نویسنده آرتور میلر؛ تهران، تالار سنگلج؛ ۱۳۷۰
- مرغ دریایی نویسنده آنتوان چخوف؛ تهران، تالار وحدت؛ ۱۳۷۵
- تئاتر تلویزیونی مرگ دستفروش نویسندهآرتور میلر، شبکه ۴؛ ۱۳۸۴
- شمن مردم نویسنده هنریک ایبسن؛ تهران، تئاترشهر، تالار اصلی؛ ۱۳۸۵
- گوریل پشمالو نویسنده یوجین اونیل؛ تهران، تئاترشهر، تالار اصلی؛ ۱۳۷۷
- ایوانف نویسنده آنتوان چخوف؛ تهران، تئاترشهر، تالار چهارسو؛ ۱۳۸۲
- دشمن مردم نویسندههنریک ایبسن تهران، سالن اصلی تئاتر شهر؛ ۱۳۸۵
- سیر طولانی روز در دل شب نویسنده یوجین اونیل تهران، سالن چهارسو؛ ۱۳۸۷
- دایی وانیا نویسنده آنتوان چخوف تهران، تئاترشهر، تالار اصلی؛ ۱۳۹۲

## بازیگری در سینما
- بی تا کارگردان هژیر داریوش؛ ۱۳۴۹
- سار بی بی خانم/ کارگردان فرهاد شیبانی/ ۱۳۵۰
- شطرنج باد کارگردان محمدرضا اصلانی؛ ۱۳۵۵
- زلزله دوم/ کارگردان افشین شرکت/ ۱۳۵۲
- این گروه محکومین کارگردان هادی صابر؛ ۱۳۵۶
- تاریخ‌سازان کارگردان هادی صابر؛ ۱۳۵۸
- ریشه در خون کارگردان سیروس الوند؛ ۱۳۶۲
- مرگ سفید کارگردان حسین زندباف؛ ۱۳۶۲
- حادثه کارگردان منصور تهرانی؛ ۱۳۶۳
- یک روز گرم کارگردان علی عسگری؛ ۱۳۶۳
- زائر خلف کارگردان یدالله نوعصری ۱۳۶۳
- سامان کارگردان احمد نیک‌نژاد؛ ۱۳۶۴
- ستاره دنباله‌دار کارگردان سیروس کاشانی نژاد ۱۳۶۴
- مردان مرداب کارگردان منصور تهرانی؛ ۱۳۶۴
- ملاقات کارگردان خسرو معصومی؛ ۱۳۶۵
- گزارش یک قتل کارگردان محمدعلی نجفی؛ ۱۳۶۵
- تشکیلات کارگردان منوچهر مصیری؛ ۱۳۶۵
- گرفتار کارگردان منصور تهرانی ۱۳۶۶
- تپش کارگردان مهدی فخیم‌زاده؛ ۱۳۶۷
- روز دیدنی کارگردان فرزین مهدی‌پور ؛۱۳۷۳
- طالع سعد کارگردان مهستی بدیعی ؛۱۳۷۴
- پل خواب کارگردان اکتای براهنی ؛۱۳۹۳
- معکوس کارگردان پولاد کیمیایی ۱۳۹۶

## بازیگری در تله تئاتر
- ۲۷ واگن پر از پنبه کارگردان اکبر زنجانپور نویسنده تنسی ویلیامز؛ شبکه ۱؛ ۱۳۵۲
- مادموازل ژولی کارگردان مهتاج نجومی؛ شبکه ۲؛ ۱۳۵۳
- کودکی در دل زمان کارگردان هوشنگ انصاری‌فر؛ شبکه ۱؛ ۱۳۴۵
- تیارت فرنگی کارگردان سیروس ابراهیم‌زاده؛ شبکه ۲؛ ۱۳۴۹
- روغن نهنگ نویسنده یوجین اونیل کارگردان عباس یوسفیانی؛ شبکه ۲؛ ۱۳۵۱
- توده‌ی هیزم کارگردان خسرو فرخزادی؛ شبکه ۲؛ ۱۳۵۱
- باتلاق کارگردان هوشنگ پاکروان؛ شبکه ۱؛ ۱۳۵۱
- آنا کریستی نویسنده یوجین اونیل کارگردان عباس یوسفیانی؛ شبکه ۱؛ ۱۳۵۲
- طناب کارگردان محمدعلی جعفری؛ شبکه ۱؛ ۱۳۵۲
- تله کارگردانمحمد علی جعفری؛ شبکه ۱؛ ۱۳۵۲
- عروس کارگردان خسرو شجاع‌زاده ؛۱۳۵۵
- سه حرف به کارگردانی پرویز تأییدی؛ ۱۳۵۶
- کلبه والدین نویسنده فرانتس کسافر کروتسکارگردان رضا کرم‌رضایی؛ شبکه ۱؛ ۱۳۵۶
- آخرین پایگاه بیلی کارگردان سعید نیکپور؛ ۱۳۶۰
- پاتریس لومومبا نویسنده امه سه زر کارگردان هوشنگ توکلی؛ شبکه ۲؛ ۱۳۶۱
- پنجری نویسنده فردریک دورنمات کارگردان هرمز هدایت؛ شبکه ۲؛ ۱۳۷۱
- فیزیکدان‌ها نویسنده فردریک دورنمات کارگردان رضا کرم‌رضایی؛ شبکه ۲؛ ۱۳۷۲
- جان گابریل بورکمن نویسنده هنریک ایبسن کارگردان حسن فتحی؛ شبکه ۴؛ ۱۳۷۶
- ببر گراز دندان نویسنده فریتس هوخ ولدر کارگردان هادی مرزبان؛ ۱۳۸۵
- آرامش از نوعی دیگر نویسندهتام استوپارد کارگردان شهره لرستانی؛ ۱۳۸۶
- خداحافظ سرهنگ کارگردان حمید لبخنده، شبکه ۴؛ ۱۳۹۰
- شلیک به کلاغ‌ها کارگردان حمید لبخنده، شبکه ۴؛ ۱۳۹۰

## بازیگری در سریال‌های تلویزیونی
- آتش بدون دود نویسنده و کارگردان نادر ابراهیمی؛ شبکه ۱؛ ۱۳۵۳[۲۰]
- طلاق کارگردان مسعود اسداللهی؛ شبکه ۱؛ ۱۳۵۴
- عطر گل یاس کارگردان بهمن زرین‌پور؛ شبکه ۱؛ ۱۳۷۰
- آوای فاخته کارگردانبهمن زرین‌پور؛ شبکه ۱؛ ۱۳۷۳
- طاغوت کارگردان رضا کریمی؛ شبکه ۱؛ ۱۳۷۴
- تنهاترین سردار کارگردان مهدی فخیم‌زاده؛ شبکه ۱؛ ۱۳۷۶
- ولایت عشق کارگردان مهدی فخیم‌زاده؛ شبکه ۱؛ ۱۳۷۶–۱۳۷۹
- گارد ساحلی کارگردان محسن شاه‌محمدی؛ شبکه ۳؛ ۱۳۸۴
- آواز در باران کارگردان صدرالدین شجره؛ شبکه ۴؛ ۱۳۸۷
- کاراگاهان کارگردانحمید لبخنده"؛ شبکه ۳؛ ۱۳۸۷
- گیلعاد کارگردان حسین سهیلی زاده؛ شبکه ۲؛ ۱۳۸۸
- مختارنامه کارگردان داوود میر باقری؛ شبکه ۱؛ ۱۳۸۹
- فرات کارگردان مازیار میری؛ شبکه ۲؛ ۱۳۹۳
- تنهایی لیلا کارگردان محمد حسین لطیفی؛ شبکه ۳؛ ۱۳۹۴
- رقص روی شیشه کارگردان مهدی گلستانه ۱۳۹۷
- جزیره کارگردان سیروس مقدم ۱۴۰۰
- دیگران کارگردان ابراهیم شیبانی ۱۴۰۱

## صداپیشگی
اکبر زنجانپور در دوبله نیز کار کرده‌است. معروفترین دوبله او نقش «جبارسینگ» در فیلم [[شعله (فیلم ۱۹۷۵)|شعله]] است. وی همچنین در پویانمایی سینمایی آخرین داستان کارگردان اشکان رهگذر صداپیشه بوده‌است.

## بازیگری و کارگردانی رادیو
اکبر زنجانپور در رادیو نیز به تولید آثار نمایشی بسیاری پرداخته که در آن‌ها به عنوان کارگردان و بازیگر ایفای نقش داشته‌است.

## آثار رادیویی اخیر
- همه پسران من نوشته آرتور میلر کارگردان اکبر زنجانپور ۱۴۰۲
- ساحره سوزان نوشته آرتور میلر کارگردان اکبر زنجانپور ۱۴۰۲
- گذر از رنج‌ها نوشته الکسی تولستوی کارگردان اکبر زنجانپور ۱۴۰۲
- پیرمرد و دریا نوشته ارنست همینگوی کارگردان صدرالدین شجره ۱۳۶۳